# Rise and Fall, Rage and Grace
Rise and Fall, Rage and Grace er The Offsprings ottende studiealbum fra 2008, udgivet den 17. juni 2008. Det er produceret af Bob Rock, der også producerede deres album, Splinter i 2003. Rise and Fall, Rage and Grace har i dag solgt over 500.000 eksemplarer.